# Táblanyomat

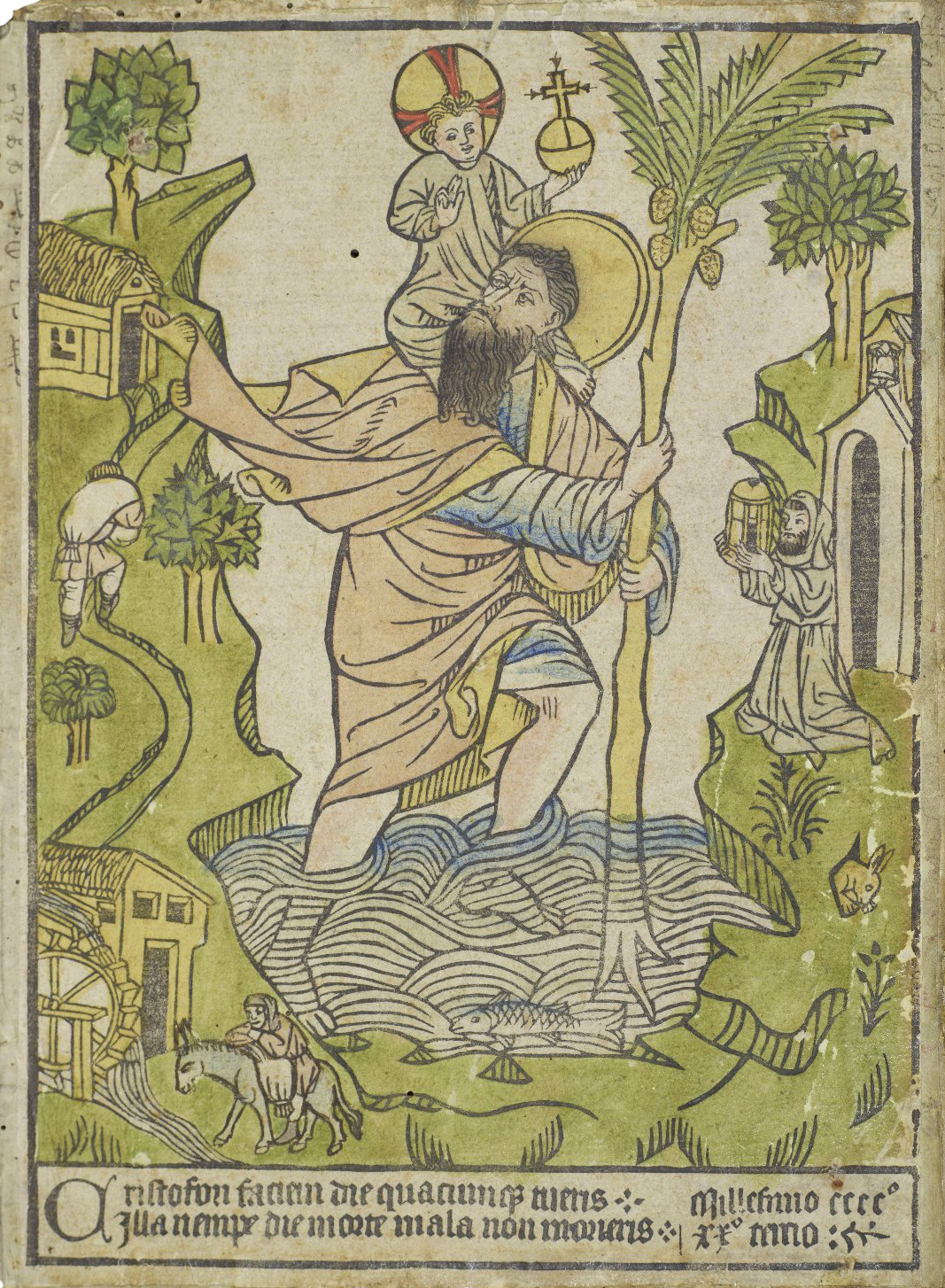
Táblanyomat (1423)

A táblanyomat magasnyomású sokszorosítási eljárás a nyomtatás feltalálása előtti időkben. A nyomtatandó szöveg tükörképét fametszetszerűen fatáblákra vésték, festéket vittek fel rá és így nyomtatták. Főként aprónyomtatványok készültek ezzel az eljárással, de kisebb terjedelmű könyveket is nyomtattak, például donatusokat (latin nyelvtanokat) és képes könyveket sokszorosítottak ebben a formában, ezenkívül szentképeket, naptárakat és kártyákat is. A táblanyomat a nyomtatott könyv elődje.

## Története

### Bélyegzőkészítés
Indiában i. e. 1500 körül elpusztult magas műveltségű Mohendzsodaro és Harappai civilizáció, ebből az időből számtalan hengerbélyegző és bélyegzőlenyomat került elő. A pecséthengerhez hasonló módon használták a híres krétai phaisztoszi korongot is.
A babiloni és egyiptomi téglanyomatokat később a rómaiak is átvették, a légiók jeleit illetve az évszámokat nyomták az erődítmény falaiba.
A bélyegzés technikájának kiterjedt használata vezetett a papír feltalálása után az első táblanyomatok elkészítéséig, ami valójában a könyvnyomtatás előfutárának is tekinthető.

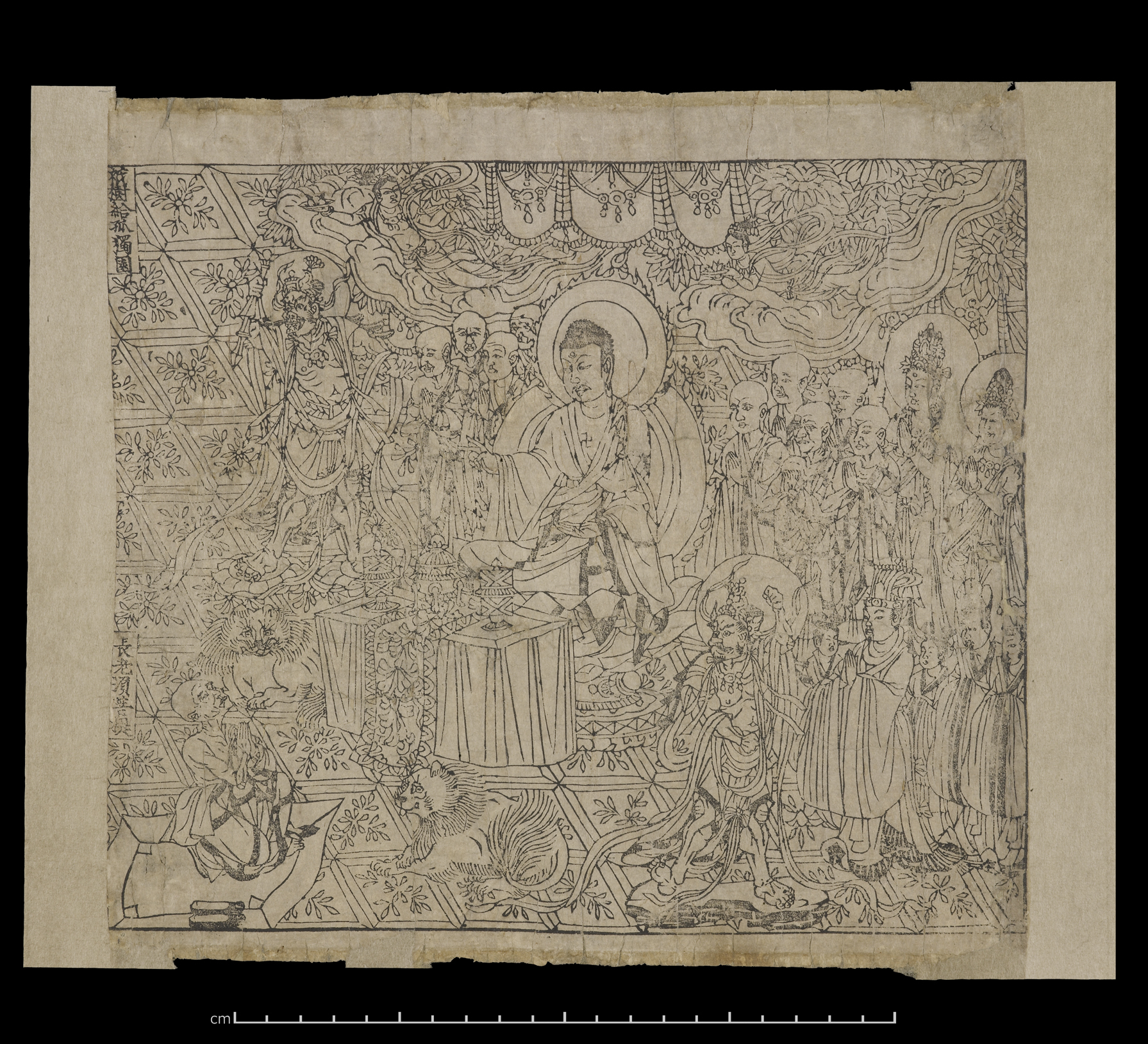
A Gyémánt Szútra egy részlete

### Kínai táblanyomatok
Mind a papír mind a táblanyomatok eredetét Kínában kell keresnünk. A kézírásos és a nyomtatott könyvek közötti átmenetet a fadúcos táblanyomatok jelentették. Az első táblanyomat az 1. század táján készülhetett, ahol tussal bekent tégla- és kőfeliratokról készítettek papírlevonatot. A legrégebbről fennmaradt a mahájána mitológia egyik forrása, a Gyémánt Szútra (Gyémánt könyvecske), amely 868-ban készült, szintén fadúcos táblanyomat. A Gyémánt Szútrát Stein Aurél fedezte fel a kelet-turkesztáni Tun-huangban.
A táblanyomat-készítés igen hamar hatalmas méreteket öltött Kínában. Az eljárás lényege, hogy a szöveget leírták (tükörfordítottan) egy papírra, melyet egy nedves deszkalapra fordítottak. Az így kapott tükörképet körbefaragták, ez volt a negatív minta, melyet tussal bekentek és erre simították rá a papíríveket.
A kínai táblanyomatok elterjedéséből egyenes út vezetett a szedésnyomás kialakulásához mely Pi-seng kovácsmester nevéhez fűződik, aki 1040-ben elkészítette cserépbetűit. 
A kovács feltalálta a könyvnyomtatást mozgatható betűkkel. Az írásjegyeket agyagból formázta ki, porcelánná égette és úgy szedte, ahogy a mai betűket szedjük. Később fából faragott írásjegyeket is használtak, ezeket kúp alakú, sokrekeszes szekrényekben tartották. De mivel a kínai írás nehézkes és bonyolult, nem lett ennek akkora jelentősége, mint Európában. A tekercs alakú könyvformáról hamar áttértek  a lapozható, leporellószerű könyvformára. A táblanyomás módszereinek megismerése a játékkártyák elterjedésének köszönhető.

## Európai táblanyomatok

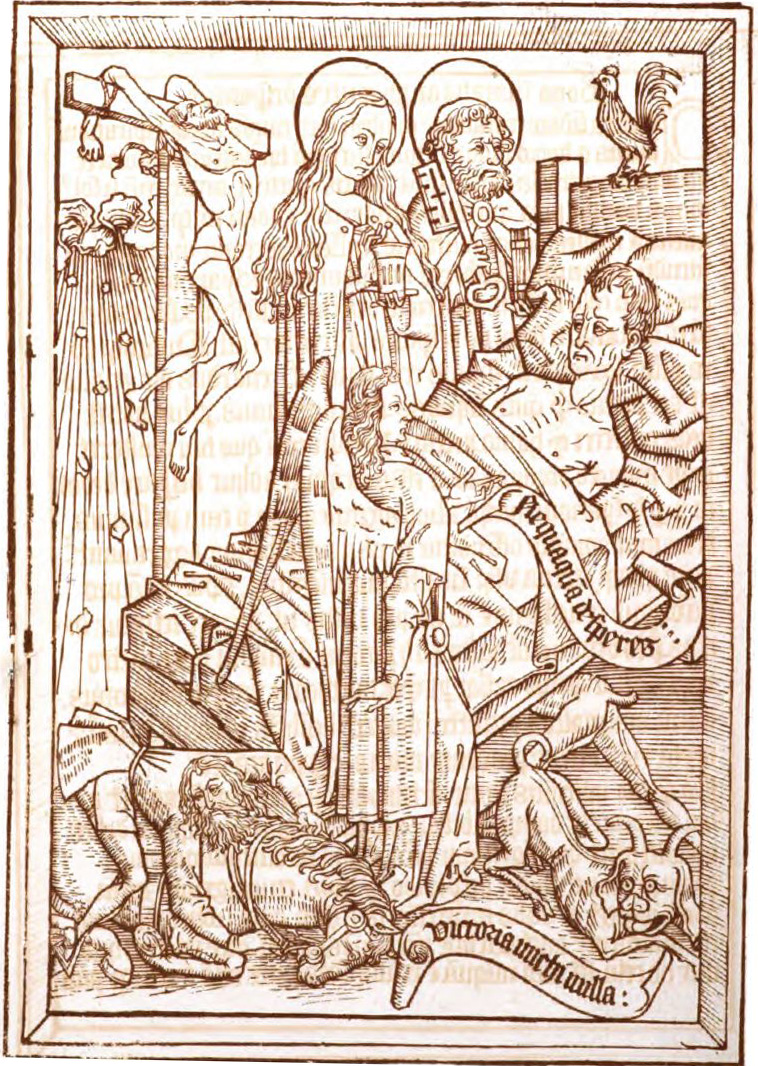
Az Ars Moriendi egy lapja

Európában a táblanyomat a 15. század első negyedében jelent meg. A papír arab közvetítéssel Észak-Afrikán át spanyol közreműködéssel jutott el Európába, az első papírmalmok mór (1140), majd keresztény (1260) tulajdonban Spanyolországban működtek. Ezekre a papírosokra kézzel írtak, és hivatalossá viaszpecsétekkel tették. Az első ismert táblanyomat a Brüsszeli Madonna 1418-ból maradt fenn.
Azonos eljárással aztán papok már szentképeket is készítettek, amiket búcsúkon árusítottak. Később a szentképek alá rövid szövegeket is metszettek. Ilyen az 1423-ból származó Szent Kristóf képe.
A táblanyomatok készítése mind nagyobb és szélesebb körben terjedt el. Már nemcsak papok, hanem világiak is művelték. Az aránylag olcsón hozzáférhető kártya rohamos gyorsasággal terjedt el az egész kontinensen, annak ellenére, hogy a papok minden lehetőt elkövettek a kártyajáték megakadályozására.
Táblanyomatos eljárással készültek iskoláskönyvek is. Ezek a könyvek képek nélkül csupán szöveget tartalmaztak. Legnépszerűbbek voltak közöttük a Donatusok. Aelius Donatus, Szent Jeromos tanítómestere, a IV. században, Rómában élt, és az elemi oktatásra kitűnően bevált latin nyelvkönyveket írt. Nyelvkönyve a középkorban a leghasználatosabb tankönyv volt a XV. század végéig.
A fatáblákról való sokszorosítással kezdődött Európában a mechanikus úton előállított könyvek készítése. Az eljárást azonban még nem nevezhetjük könyvnyomtatásnak.
Magas színvonalú táblanyomatú könyv a 24 lap terjedelmű Ars moriendi (A meghalás művészete) is, amelynek két lapja az előszót tartalmazza. Nevezetes még az Ars memorandi (Az emlékezés művészete) is.
A táblanyomtatás elterjedésére jellemző, hogy művelői a XV. században már céhekbe tömörültek. Ennek az új mesterségnek elsősorban Németország és Hollandia volt a hazája, és vitathatatlan, hogy ez volt az utolsó lépés a könyvnyomtatás feltalálása felé.

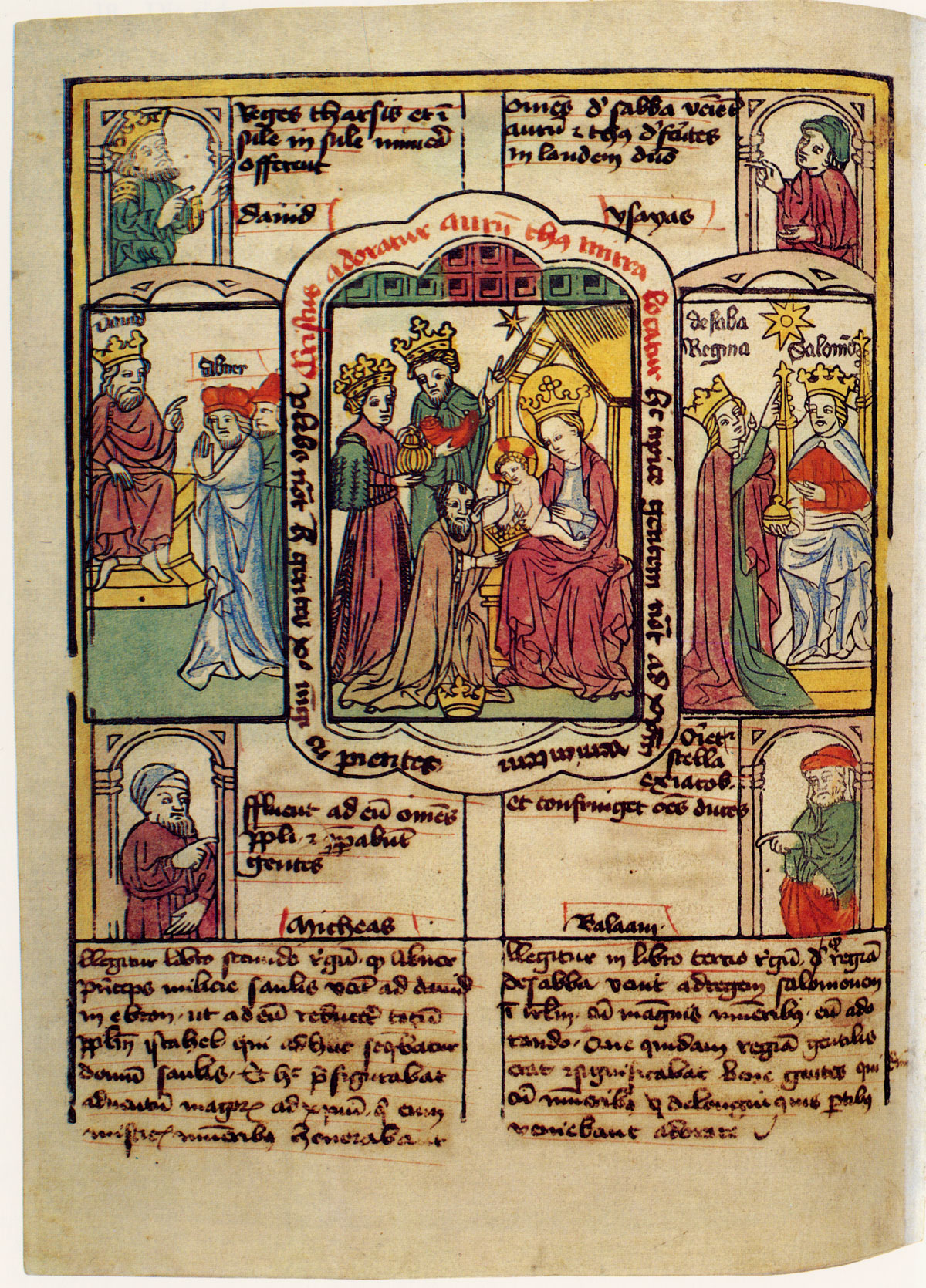
Biblia Pauperum

## Biblia pauperum
A Biblia pauperum (Szegények bibliája) a középkor legnépszerűbb könyvei közé tartozott. Az Újtestamentum legfontosabb eseményeit az Ótestamentum párhuzamos motívumaival szemlélteti, kevés szöveggel. Miniatúrákkal díszített és fametszetes példányai (blockbuch - táblanyomat) világszerte őrzött muzeális értékek.
Az esztergomi Biblia pauperum speciális helyet foglal el a hazai könyvkincsek sorában. Az esztergomi blockbuch az egyetlen  táblanyomat Magyarországon.
Mint a legtöbb korai fametszetet, az esztergomi Biblia pauperum képeit is kiszínezték utólag. A képsorozat egészében a halvány pasztellszínek dominálnak.